# Callulops slateri
Callulops slateri és una espècie de granota que viu a Papua Nova Guinea i, possiblement també, a Indonèsia.
Està amenaçada d'extinció per la pèrdua del seu hàbitat natural.